# مانجيستو أروب
مانجيستو أروب (بالإنجليزية: Mangisto Arop)‏ مواليد 1 أكتوبر 1990، هو لاعب كرة سلة كندي. بدأ مسيرته الاحترافية في سنة 2014. يلعب في الدوري الألماني لكرة السلة الدرجة الثانية. يحمل الرقم 15. يبلغ طوله 6 قدم 6 بوصة (2.0 م). لعب مع نورشوبينغ دولفينز في الدوري السويدي لكرة السلة.